# Titularbistum Sassura
Das Bistum Sassura (italienisch diocesi di Sassura, lateinisch Dioecesis Sassuritana) ist ein Titularbistum der römisch-katholischen Kirche. 
Es geht zurück auf einen untergegangenen Bischofssitz in der gleichnamigen antiken Stadt, die in der römischen Provinz Byzacena lag.
| Titularbischöfe von Sassura |                                  |                                                                          |                   |                    |
| Nr.                         | Name                             | Amt                                                                      | von               | bis                |
| 1                           | Pierre Louis Leclerc MAfr        | Apostolischer Vikar von Bamako (Sudan)                                   | 25. Dezember 1949 | 14. September 1955 |
| 2                           | Vincent Ignatius Kennally SJ     | Apostolischer Vikar der Karolinen und Marshallinseln (Pazifischer Ozean) | 9. Dezember 1956  | 12. April 1977     |
| 3                           | Donald Walter Trautman           | Weihbischof in Buffalo (USA)                                             | 27. Februar 1985  | 2. Juni 1990       |
| 4                           | Juozas Tunaitis                  | Weihbischof in Vilnius (Litauen)                                         | 8. Mai 1991       | 1. Juni 2012       |
| 5                           | Alfredo Enrique Torres Rondón    | Weihbischof in Mérida (Venezuela)                                        | 15. Juli 2013     | 15. Juli 2016      |
| 6                           | Rupert Graf zu Stolberg-Stolberg | Weihbischof in München und Freising (Deutschland)                        | 28. Oktober 2016  |                    |